# Türker İnanoğlu Maslak Show Center
Das Türker İnanoğlu Maslak Show Center (TIM) ist ein Show Center im Istanbuler Stadtviertel Maslak westlich des Bosporus. Hier finden kulturelle Großveranstaltungen statt, die in der ganzen Türkei Beachtung finden. Dies sind internationale Konferenzen, Filmpremieren, Konzerte, Revuen, Unternehmenspräsentationen, Ausstellungen und vieles mehr. Das Center ist täglich geöffnet. Jährlich kommen etwa 450.000 Besucher zu den eigenen Veranstaltungen des Hauses.
Die Veranstaltungshalle wurde im November 2005 eröffnet und wird von der MEGA Company betrieben. Der „Große Saal“ bietet 1810 Sitzplätze, der kleine „Theatersaal“ hat eine Kapazität von 380 Sitzplätzen. Außerdem beherbergt das Haus fünf Kinosäle und fünf weitere Versammlungsräume für kleinere Zusammenkünfte. Der Große Saal hat eine 250 Quadratmeter große Drehbühne und Simultan-Übersetzungskabinen sowie die Ausstattung für Fernseh-Teams.
Namensgeber und Gründer ist Türker İnanoğlu (* 1936), ein türkischer Filmproduzent und Drehbuchautor, seit 1994 Präsident des Pay-TV-Senders ATV, der vor kurzem den Kabelkanal Süper Channel ans Netz brachte. 1997 gründete er die Türker İnanoğlu Cinema Foundation, die die Rechte, die aus seinen nahezu 100 Filmen resultieren, wohltätigen Zwecken zukommen lässt. Daneben gibt es noch eine Reihe weiterer Unternehmen, die von ihm gegründet wurden:
- Erler-Film
- Ulusay Video Company
- Ulusal Communication Radio Television
- Süper Channel
- Kent – Atlas – Bogazici Cinema Complexes
- Turvak – Turker Inanoglu Foundation
- Turvak – Applied Cinema and Television Private Education Center
- MEGA Musical
- weitere Theater- und Filmcenter-Unternehmen